# Ро (Ферара)
Ро (итал. Ro) је насеље у Италији у округу Ферара, региону Емилија-Ромања.
Према процени из 2011. у насељу је живело 1473 становника. Насеље се налази на надморској висини од 5 м.

## Становништво
| 1931. | 1936. | 1951. | 1961. | 1971. | 1981. | 1991. | 2001. | 2011. |
| ----- | ----- | ----- | ----- | ----- | ----- | ----- | ----- | ----- |
| 6.709 | 6.701 | 7.265 | 5.722 | 4.671 | 4.531 | 4.164 | 3.811 | 3.348 |